# Aslan Chasbijewitsch Chadarzew
Aslan Chasbijewitsch Chadarzew (russisch Аслан Хазбиевич Хадарцев, ossetisch Хӕдӕрцаты Хазбийы фырт Аслан; * 4. Februar 1961 in Suadag; † 7. Mai 1990 bei Chataldon) war ein sowjetischer Ringer ossetischer Herkunft.

## Werdegang
Aslan Chadarzew, ein gebürtiger Nordossete, begann 1977 mit dem Ringen. Nordossetien, wo er aufwuchs, ist seit dem Ende des Zweiten Weltkrieges eine der Ringerhochburgen, aus der einige Ringer der Weltklasse kamen, die Karriere in der sowjetischen bzw. der russischen Ringernationalmannschaft machten. Aslan Chadarzew erschien mit 20 Jahren auf der internationalen Ringerszene, als er in Vancouver Junioren-Weltmeister (Espoirs) im Schwergewicht im freien Stil, dem Stil, den er ausschließlich rang, wurde. Er rang zwischenzeitlich für Dynamo Taschkent, sein Trainer war dort K. M. Dedekajew. Auch sein jüngerer Bruder Macharbek war Freistilringer und wurde noch erfolgreicher als er.
Aslan Chadarzew wurde 1983 erstmals sowjetischer Meister im Schwergewicht und vertrat die UdSSR bei der Weltmeisterschaft in Kiew. Dort gewann er auf Anhieb den WM-Titel.
In den nächsten Jahren hatte Chadarzew in der Sowjetunion in Magomed Magomedow und in Leri Chabelowi zwei harte Konkurrenten im Kampf um die Startplätze bei den internationalen Meisterschaften. Im Jahr 1984 vertrat Magomedow die UdSSR bei den Europameisterschaften in Jönköping, während Chadarzew als sowjetischer Meister die UdSSR bei den Olympischen Spielen in Los Angeles an den Start gehen sollte. Der Olympiaboykott der sozialistischen Staaten verhinderte dies.
Zum nächsten Einsatz bei einer internationalen Meisterschaft kam Chadarzew erst im Jahr 1986 bei den Europameisterschaften in Athen. Dort schlug er u. a. in einem Vorrundenkampf den bundesdeutschen Meister Wilfried Colling mit 12:0 Punkten, unterlag aber überraschend im Finale gegen den Bulgaren Georgi Karaduschew. Bei der Weltmeisterschaft des gleichen Jahres in Budapest ließ er sich aber nicht mehr überraschen und gewann überlegen den WM-Titel.
1987 wechselte Chadarzew in die Superschwergewichtsklasse. Auch in dieser Klasse fand er sich schnell zurecht und wurde in Clermont-Ferrand Weltmeister. Im Finale besiegte er dabei Andreas Schröder aus Jena, während Olympiasieger Bruce Baumgartner aus den USA, der gegen Chadarzew im Halbfinale verloren hatte mit dem 3. Platz zufrieden sein musste.
1988 wurde Chadarzew in Manchester wieder in überlegenem Stil Europameister im Superschwergewicht. Bei den Olympischen Spielen in Seoul wurde jedoch nicht er, sondern der sowjetische Meister dieses Jahres Dawit Gobedschischwili, der dann auch Olympiasieger wurde, eingesetzt.
Im Frühjahr 1989 war Chadarzew bei den Europameisterschaften in Ankara wieder erfolgreich. Er wurde erneut Europameister. Der Türke Ayhan Taşkın hatte im Finale zwar die Unterstützung der Zuschauer auf seiner Seite aber keine Chance gegen Chadarzew. Bei der Weltmeisterschaft des gleichen Jahres in Martigny/Schweiz unterlag Chadarzew im Halbfinale gegen den alle überraschenden Iraner Ali Reza Soleimani, gewann aber den Kampf um die Bronzemedaille gegen Andreas Schröder.
Nach dieser Weltmeisterschaft beendet Aslan Chadarzew seine Laufbahn als aktiver Ringer und absolvierte eine Ausbildung zum Trainer. 1990 kam Chadarzew bei einem Verkehrsunfall in Nordossetien ums Leben. Für seine Verdienste um den Ringersport wurde er im September 2014 in die FILA International Wrestling Hall of Fame aufgenommen.

## Internationale Meisterschaften
(WM = Weltmeisterschaft, EM = Europameisterschaft, F = Freistil, S = Schwergewicht, SS = Superschwergewicht, damals bis 100 kg bzw. bis 130 kg Körpergewicht)
- 1981, 1. Platz, Junioren-WM (Espoirs) in Vancouver, F, S, vor Christow, Bulgarien und O’Hara, USA;

- 1983, 1. Platz, WM in Kiew, F, S, vor Greg Gibson, USA, Georgi Jantschew, Bulgarien, István Robotka, Ungarn, Luis Mario Miranda, Kuba und Július Strnisko, ČSSR;

- 1984, 1. Platz, World-Cup-Turnier in Toledo/USA, F, S, vor Gibson, Miranda und Wayne Brightwell, Kanada;

- 1985, 1. Platz, World-Super-Cup-Turnier in Tokio, F, S, vor Dan Severn, USA und Tamon Honda, Japan;

- 1986, 2. Platz, EM in Athen, F, S, hinter Georgi Karaduchew, Bulgarien und vor Uwe Neupert, DDR, Jozef Černák, ČSSR, Ciprian Radu, Rumänien und Wilfried Colling, BRD;

- 1986, 1. Platz, WM in Budapest, F, S, vor William Scherr, USA, Georgi Jantschew, Robotka, Colling u Strnisko;

- 1987, 1. Platz, WM in Clermont-Ferrand, F, SS, vor Andreas Schröder, DDR, Bruce Baumgartner, USA, Miroslav Luberda, ČSSR, Hayri Sezgin, Türkei und Domingo Mesa, Kuba;

- 1988, 1. Platz, EM in Manchester, F, SS, vor Atanas Atanassow, Bulgarien, Andreas Schröder, Sezgin, Valentin Sándor, Ungarn und Wojciech Wala, ČSSR;

- 1989, 1. Platz, EM in Ankara, F, SS, vor Ayhan Taşkın, Türkei, Barbutow, Bulgarien, Juraj Štěch, ČSSR und Andreas Schröder;

- 1989, 3.Platz, WM in Martigny/Schweiz, F, SS, hinter Ali Reza Soleimani, Iran und Bruce Baumgartner und vor Andreas Schröder, Domingo Mesa und Wang Chuangguang, Volksrepublik China

## UdSSR-Meisterschaften
Aslan Chadarzew wurde sowjetischer Meister im Schwergewicht in den Jahren 1983, 1984, 1985 und 1986.